# Se Joga (programa de televisão)
Se Joga foi um programa de variedades televisivo brasileiro produzido e exibido pela TV Globo de 30 de setembro de 2019 a 28 de agosto de 2021, apresentado por Fernanda Gentil, Érico Brás e Fabiana Karla. O programa trazia jogos com famosos, notícias jornalísticas, notícias sobre celebridades, quadros de saúde e beleza, aulas de inglês e filosofia, além de esquetes humorísticas – uma mistura que foi criticada pela imprensa pela falta de foco e descrita como "sem identidade".
Foi considerado pela audiência em geral como um "fracasso", além de ter acentuado a crise de audiência no horário – que havia começado no Vídeo Show – ficando em terceiro lugar atrás de RecordTV e SBT na faixa.

## História

### Antecedentes
Em 11 de janeiro de 2019, a TV Globo pôs fim no Vídeo Show após três anos de derrotas para a RecordTV e, em seus últimos meses, também para o SBT, decidindo colocar a reprise de A Grande Família até que um novo programa vespertino fosse formulado. Foi anunciado que Fernanda Gentil estava desenvolvendo um programa de variedades para o horário, a qual a ideia era estrear em 25 de março, porém que foi adiado diversas vezes após os pilotos gravados serem refutados pela direção por não estarem adequados. O programa foi anunciado com o título de Se Joga e sob apresentação de Fernanda, Érico Brás e Fabiana Karla, tendo as primeiras chamadas veiculadas no fim de agosto.
Durante a coletiva de imprensa do programa, Fernanda Gentil disse que nunca havia assistido ao quadro A Hora da Venenosa, do Balanço Geral, na RecordTV, cujo era líder de audiência há anos, e desejou "boa sorte" aos concorrentes, alegando que seu programa seria focado no "bom senso".

### 2019–20: Primeira fase
O programa estreou em 30 de setembro de 2019 e também contava com quadros dos humoristas Jefferson Schroeder, Marcelo Adnet e Paulo Vieira e colunas de Cátia Damasceno, Edu Conte e Tati Machado, além de aulas de filosofia de Leandro Karnal e de inglês com Rhavi Carneiro.
O programa ainda contava um time de humor de peso, formado por Marcelo Adnet, Paulo Vieira e Jefferson Schroeder, que se revezavam em quadros em diversos quadro. Adnet levou paródias e imitações para o palco no The Fake Brasil, enquanto Paulo Vieira brincou com sua própria realidade em esquetes no Isso É Muito a Minha Vida (uma nova versão do Emergente como a Gente, que era feito pelo humorista no Programa do Porchat na RecordTV). Já Jefferson Schroeder teve seu próprio programa dentro do programa, com a personagem Cida Lamonier, uma dona de casa que sabe um pouco de tudo.
Em 11 de novembro de 2019, o G1 em 1 Minuto passou a ter entradas ao vivo no Se Joga. Comandado por Carol Prado, Luiza Tenente e Paula Paiva.
Em fevereiro de 2020, o programa apresentou algumas novidades. Entre elas, a comediante Dani Calabresa entrou para o time de humor do programa e estreou o quadro Interrompemos a Programação. O estilista Dudu Bertholini tornou-se colunista e estreou o quadro Com Que Roupa Eu Vou?. Em 12 de março de 2020, o Bem Estar virou um quadro dentro do Se Joga. Por conta da pandemia da Covid-19 e com o avanço dos casos do novo coronavírus no Brasil, a TV Globo ampliou o espaço dedicado à cobertura jornalística. O Jornal Hoje teve seu horário ampliado e o Se Joga deixou de ser exibido em 17 de março de 2020.
Mesmo passada a fase mais crítica da pandemia cinco meses depois, com o retorno gradual de outras atrações, como a gravação de novelas, Conversa com Bial (no formato de videoconferência), Domingão do Faustão, Encontro com Fátima Bernardes e Mais Você, a emissora não confirmou o retorno do Se Joga nem retomou a produção do programa. Em maio, parte da produção foi dispensada e alguns de seus integrantes passaram a aparecer em outros programas da Globo. No mesmo mês, Paulo Vieira participou de uma live do portal Bahia Notícias onde declarou que o programa não voltaria mais, no que foi desmentido pela assessoria da emissora informando que apenas o quadro Isso É Muito a Minha Vida teve a produção encerrada. O Jornal Hoje teve seu tempo expandido, ocupando parte do horário do programa de variedades. Tudo isso fez surgirem boatos sobre um possível cancelamento definitivo, o que não foi confirmado pela direção do canal.

### 2021: Segunda fase e extinção
Depois de vários boatos sobre sua suposta extinção devido aos baixos índices de audiência na programação diária e também por uma grande rejeição do público, a TV Globo decidiu dar uma segunda chance para o programa, mas apresentando um novo formato e sua transferência para as tardes de sábado, ganhando uma nova identidade visual e cenário.
Entre as mudanças, estavam a saída de Fabiana Karla do time de apresentadores e a transferência de Érico Brás para o time de reportagem, passando a gravar quadros externos e fazer entrevistas. Fernanda Gentil passou a comandar o programa sozinha nos Estúdios Globo. Além disso, os quadros de humor e os games deixavam de existir e o programa passava a ser focado no mundo das celebridades, além dos bastidores da TV e dos realitys shows da Globo. Os colunistas Cauê Fabiano, Tati Machado e Juliane Massaoka eram mantidos no time de reportagem. A atração retornou no dia 6 de março de 2021, substituindo a Sessão de Sábado para as praças sem programação local.
Em 22 de julho, a TV Globo confirmou a extinção do programa, com a reformulação da grade do fim de semana, tendo a sua última edição exibida em 28 de agosto. Fernanda Gentil foi deslocada para o comando do novo game show da emissora, intitulado Zig Zag Arena, enquanto que o espaço do Se Joga foi preenchido com a volta da Sessão de Sábado.

## Equipe

### Apresentadores
| - Fernanda Gentil (2019–2021) - Érico Brás (2019–20) - Fabiana Karla (2019–20) |

### Colunistas
| - Tati Machado (Quadro: Gshow no Se Joga) (2019–2021) - Susana Vieira (Quadro: Susana sem filtro) (2021) - Cátia Damasceno (Quadro: Coisas do Coração) (2019–20) - Edu Conte (Quadro: Papo Astral) (2019–20) - Jefferson Schroeder (Quadro: Cida Lamounier) (2019–20) - Leandro Karnal (Quadro: Karnal na Real) (2019–20) - Marcelo Adnet (Quadro: The Fake Brasil) (2019) - Paulo Vieira (Quadro: Isso É Muito Minha Vida) (2019–20) - Rhavi Carneiro (Quadro: Me da um Help) (2019–20) - Carol Prado (Quadro: G1 em 1 Minuto) (2019–20) - Luíza Tenete (Quadro: G1 em 1 Minuto) (2019–20) - Paula Paiva (Quadro: G1 em 1 Minuto) (2019–20) - Dani Calabresa (Quadro: Interrompemos a Programação) (2020) - Dudu Bertholini (Quadro: Com Que Roupa Eu Vou?) (2020) - Michelle Loreto (Quadro: Bem Estar) (2020) |

### Repórteres
| - Cauê Fabiano (2019–2021) - Érico Brás (2021) - Juliana Massaoka (2021) - Gabriela Lian (2019–2020) - Ivo Madoglio (2019–20) - Manoel Soares (2020) - Alexandre Oliveira (2020) - Valéria Almeida (2020) |

## Quadros
- ABC do Brasil
- Aconteceu na TV
- Bem Estar
- Cartas na Mesa
- Cida Lamounier
- Coisas do Coração
- Com Que Roupa Eu Vou?
- Conta Aí
- Doce ou Fake?
- Erros de Gravação
- G1 em 1 Minuto
- GShow no Se Joga
- Interrompemos a Programação
- Isso é Muito Minha Vida
- Karnal na Real
- Me Dá um Help
- Onde Você Estava?
- Opinião Pública
- Papo Astral
- Papo Moda e Beleza
- Roleta das Relevações
- Se Joga no Dado
- Se Joga na Mímica
- Spoilers
- Susana sem Filtro
- The Fake Brasil
- Vou Te Mandar a Letra
- Zoom das Estrelas

## Repercussão

### Recepção da crítica
Antes da estreia, Se Joga já havia recebido avaliações negativas dos jornalistas especializados em televisão que assistiram ao piloto, que notaram que o programa era bagunçado ao apostar em vários temas sem conexão – desde fofocas e jogos infantis até aulas de filosofia e artesanato – e não tinha foco, uma vez que nem a própria equipe sabia definir qual era o público-alvo, dizendo que era desde idosos até crianças. Após a estreia os especialistas reiteraram a negatividade ao conteúdo apresentado. Ricardo Feltrin, do portal UOL, disse que o programa era sem graça e parecia uma versão da pior fase do Vídeo Show, analisando que o cenário bem produzido e a presença de atores de novela disfarçavam a falta de conteúdo, fazendo uma analogia que era "Muita espuma e, como toda espuma, oca". Além disso, o jornalista notou que Se Joga copiava quadros de outros programas: avaliações de vídeos da internet do Encrenca, invasão do celular dos artistas igual feito por Maurício Meirelles no Youtube e o quadro "Isso É Muito Minha Vida", que se tratava do mesmo "Emergente como a Gente", já produzido antes também por Paulo Vieira entre 2017 e 2018 na RecordTV, apenas com um nome diferente.
A mesma análise sobre quadros copiados de outros programas notou Maurício Stycer, também da UOL, que citou ainda que o Nuvem de Palavras era igual ao feito no Encontro com Fátima Bernardes. Tony Góes, do jornal Folha de S.Paulo, disse que a atração apresentava quadros batidos já feito por inúmeros outros programas e não tinha força para combater o quadro "Hora da Venenosa", do Balanço Geral, parecendo uma nova versão do Vídeo Show em seus piores momentos. Cristina Padiglione, também da Folha de S.Paulo, disse que os apresentadores realmente eram muito "jogados", de forma negativa, como se não se importassem em passar um bom conteúdo, analisando que os quadros são "muito chatos" e o programa "não acrescenta nada", com exceção de Paulo Vieira.
Patrícia Kogut, do jornal O Globo, deu uma nota zero ao Se Joga, considerado por ela como "uma sucessão de jogos sem graça" e dizendo que era um absurdo os apresentadores passarem parte do programa jogando a brincadeira infantil stop!. Luiz Prisco, do portal Metrópoles, disse que o programa era ruim, tinha formato desgastado e "cara de que vai acabar rapidamente" por não apresentar nenhum conteúdo diferenciado dos já mostrados no Encontro com Fátima Bernardes ou É de Casa. O jornalista Vladimir Alves, do programa A Tarde É Sua, ironizou o fato de Fernanda Gentil ter desprezado a concorrência com o Balanço Geral, dizendo: "Fernanda Gentil disse que não conhecia o Balanço Geral, Fernandinha, é esse que está dando uma surra no seu Se Joga".
Os jornalistas ainda criticaram os apresentadores insistirem em dizer que faziam "fofoca do bem" ou "fofoca humanizada" no quadro de notícias de celebridade em alusão ao fato de darem apenas notas positivas, chamadas de "chapa branca", evitando citar traições, brigas públicas e declarações polêmicas para não entrar em conflito com os artistas da própria emissora. Para os especialistas, o título era errado, uma vez que a editoria de celebridades não era dividida "do bem" ou "do mal", além de descreditar o trabalho já feito há anos por outros programas como Balanço Geral, A Tarde É Sua e Fofocalizando, tentando colocar o Se Joga como superior.
Na sua volta no dia 6 de março de 2021, o colunista do Splash/UOL, Maurício Stycer, destacou que Fernanda Gentil ainda continua presa a um roteiro, além de trazer em pauta que a nova fase passou a ser mais inspirada no Vídeo Show e que a entrevista com as atrizes Eliane Giardini e Susana Vieira ao relembrar seus papéis de mãe na ficção, fizeram o Se Joga sair do óbvio, quando as mesmas falaram de seus personagens nas telenovelas, em destaque O Outro Lado do Paraíso (2017) e Por Amor (1997). O também colunista da coluna, Chico Barney, exaltou a volta de Fernanda Gentil a um programa solo, mas trouxe dois problemas que podem ser solucionados com o tempo, sendo eles: o excesso de pautas e a falta de improviso por parte de Fernanda. Também destacou que a segunda fase do programa pode se tornar mania nacional, sendo mais aceita que a primeira.

### Recepção do público
Antes da estreia, uma pesquisa encomendada pela TV Globo revelou a rejeição do público em relação à Fernanda Gentil no entretenimento – diferente do esporte, onde era bem avaliada. Após a estreia o programa foi majoritariamente criticado pelo público, que classificou-o como "ruim", "sem graça" e "bagunçado", além de notar que os apresentadores gritavam demais e uma suporta "briga de egos" para aparecerem por mais tempo no vídeo. Outras pessoas ironizaram que o programa era tão ruim, que fazia outros projetos fracassados anteriormente, como Tomara que Caia e Divertics, parecerem bons.[carece de fontes?] Outro fator que gerou revolta foi terem removido a reprise de A Grande Família para exibirem um programa tido pelo público como "sem conteúdo". O programa ainda chegou a ser criticado por apresentadores, como Milton Neves e Gugu Liberato, além da apresentadora Angélica, que curtiu em seu Instagram a publicação da nota zero dada pelo jornal O Globo. Em várias ocasiões o título "Se Joga no Lixo" figurou entre os assuntos mais comentados no Twitter.
No retorno do programa em 6 de março de 2021, muitos internautas associavam o novo formato do programa como uma tentativa frustrada de reviver o extinto Vídeo Show, principalmente na entrevista com famosos e nos quadros. Os erros de gravação de Amor de Mãe, mostrados por Érico Brás, lembravam o Falha Nossa e o Onde Você Estava? lembravam o Túnel do Tempo. Outros chegavam a associar como uma mistura do Mais Você, Encontro com Fátima Bernardes e  É de Casa. Além disso, a rapidez na entrevista com a cantora Sandy e seu marido Lucas Lima também foi observado pelo público.

### Controvérsias
Na edição de 3 de outubro, Fernanda Gentil disse que Gracyanne Barbosa foi amante do cantor Belo quando ele ainda era casado com Viviane Araújo. Após reclamações feita por Gracyanne de que a história foi distorcida pelo programa, a apresentadora leu uma retratação no dia seguinte ao vivo. Em 8 de outubro o programa utilizou um vídeo feito pelo jornalista Leo Dias do Fofocalizando, do SBT, sem dar os créditos ou se quer citar o nome dele, passando como se fosse um material exclusivo da TV Globo. A comunidade jornalística repudiou o "roubo" de material, dizendo que o feito "feriu princípios editoriais".

## Audiência
O programa estreou com a média geral de 8.6 pontos, permanecendo em segundo lugar contra a RecordTV, que exibia o quadro "A Hora da Venenosa" dentro do Balanço Geral e atingiu 11 pontos. Nos 15 minutos finais em que concorreu com a reprise de Bela, a Feia, Se Joga diminuiu a diferença, mas continuou em segundo com 8.4 ante 9.6 da concorrência. A estreia não alterou o resultado antes atingido pelo extinto Vídeo Show e posteriormente pela Sessão da Tarde, que já permaneciam na vice-liderança durante alguns anos. No segundo dia, a emissora cortou 10 minutos da exibição e o programa chegou a liderar por 2 minutos, porém fechou novamente em segundo lugar na média geral com 8,5 ante 10,2 do Balanço Geral. Em 2 de outubro chegou a marcar apenas 4.8 pontos em alguns minutos. Em 14 de outubro Se Joga ficou em terceiro lugar com 7.3 pontos, atrás da RecordTV com 9.3 durante o quadro "A Hora da Venenosa" e o início de A Escrava Isaura e do SBT com 7.5 pontos com o seriado The Thundermans e o programa Fofocalizando.
No primeiro mês foi avaliado que o quadro "The Fake Brasil", de Marcelo Adnet, perde até 26% da audiência durante seu tempo de exibição, prejudicando o desempenho do programa. Em 23 de outubro teve sua pior média geral, 6.7 pontos, permanecendo em terceiro lugar atrás do quadro "A Hora da Venenosa", com 11 pontos, e do seriado The Thundermans, com 6.8.
Com o seu retorno no dia 6 de março de 2021, o programa registrou 12,3 pontos, sendo a sua maior audiência desde o dia 16 de março de 2020, que inclusive foi ao ar a última edição diária e que registrou 11,7 pontos. No mesmo horário em que foi exibida, das 15h17 às 16h01, a Record registrou 6 pontos com o Cine Aventura e o SBT 4,3 pontos com o Programa Raul Gil.